# Дом на улице Мирза Ага Алиева, 115
Дом на улице Мирза Ага Алиева, 115 (азерб. Mirzə Ağa Əliyev küçəsi 115 ünvavında ev) — дом, находившийся на улице Мирза Ага Алиева, 115 в Ясамальском районе города Баку, Азербайджан. Согласно распоряжению Кабинета министров Азербайджанской Республики об исторических и культурных памятниках являлся архитектурным памятником истории и культуры местного значения.

## История дома
Дом был построен в 1910 году Гулам Мирзой Шарифзаде, старшим братом известного азербайджанского актёра Народного артиста Азербайджана Аббаса Мирза Шарифзаде, который прожил здесь вплоть до своего ареста (3 декабря 1937 года). Среди гостей Шарифзаде, которые побывали в этом доме, были Гусейн Джавид, Нариман Нариманов, Узеир Гаджибеков и многие другие актёры, поэты и музыканты. В советские годы на фасаде дома была установлена мемориальная доска в память об актёре, демонтированная в феврале 2016 года. Описание этого дома было приведено также в книге профессора архитектуры Шамиля Фатуллаев-Фигарова «Градостроительство Баку XIX — начала XX веков».
Согласно распоряжению Кабинета министров Азербайджанской Республики от 2 августа 2001 года дом был объявлен архитектурным памятником истории и культуры местного значения.
В 2016 году появилась угроза сноса архитектурного памятника в связи очисткой территории, лежащей между проспектом Наримана Нариманова (бывшая улица «Советская») и «Бешмяртябя» (знаменитой пятиэтажкой у станции метро «Низами Гянджеви») в рамках регионального плана развития Большого Баку. 14 мая 2016 года дом был снесён. 23 мая 2016 года Кабинет министров Азербайджана сделал поправки в распоряжение об охраняемых памятниках Азербайджана, согласно которому дом был исключён из списка. В конце мая министр культуры и туризма Азербайджана Абульфас Гараев заявил, что фронтальная часть здания была демонтирована.

## Архитектура
По словам историка архитектуры Шамиля Фатуллаева, этот трёхэтажный дом Гулама Шарифзаде входит в общую систему города и занимает особое место в структуре градостроительства Баку эпохи капитализма. Несмотря на наличие в структуре фасада безордерных элементов, в скромной форме здания, согласно Фатуллаеву, наблюдаются определённые элементы модерна. Все эти мелкие отличия, как отмечает Шамиль Фатуллаев, создали интересную пластику фасада с двумя важными элементами — детали с резьбой по камню и композиция портала с широким карнизом.

## Галерея

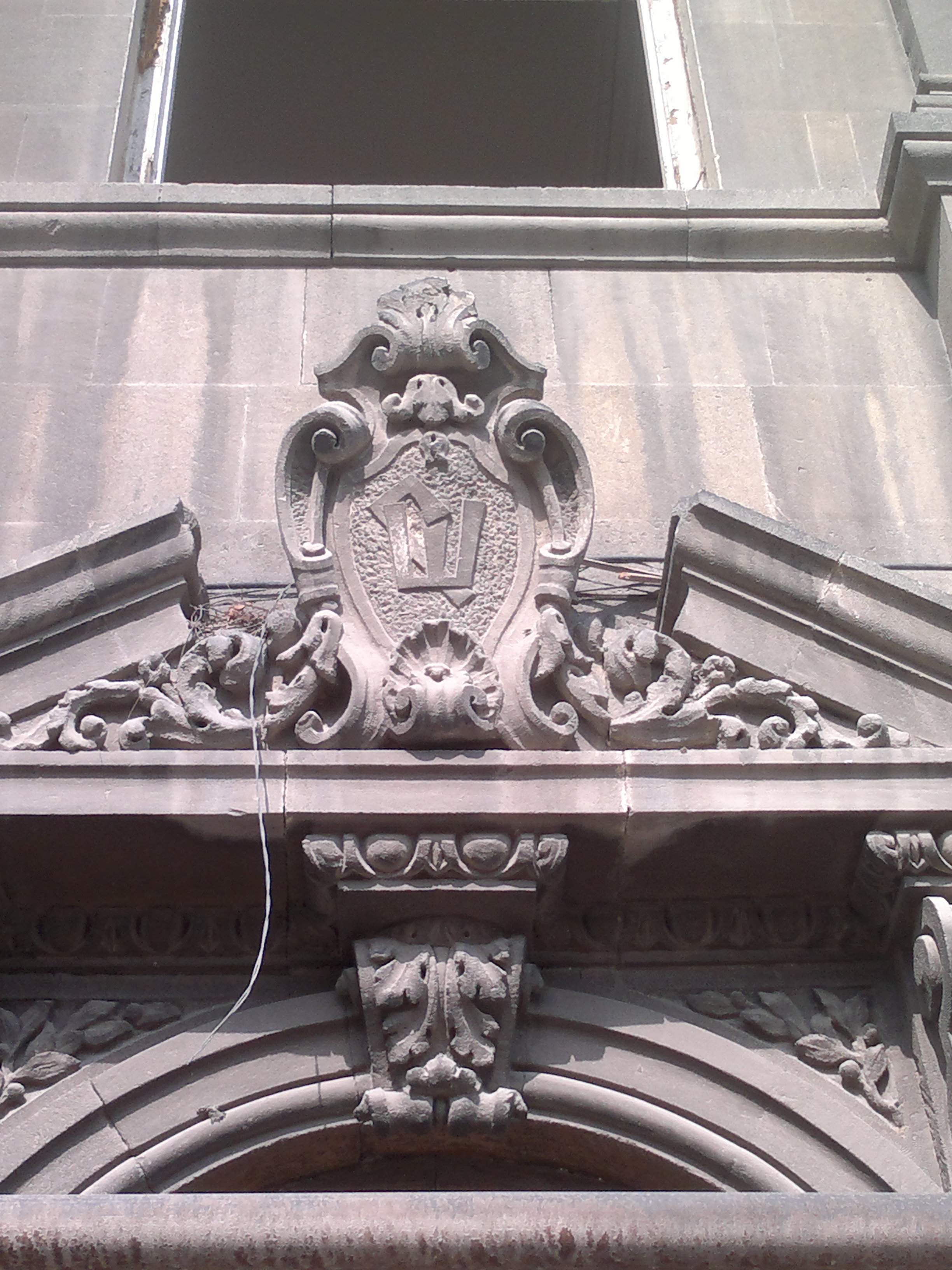
Вензель над входной дверью с инициалами владельца Гулама Шарифзаде («ГШ»)
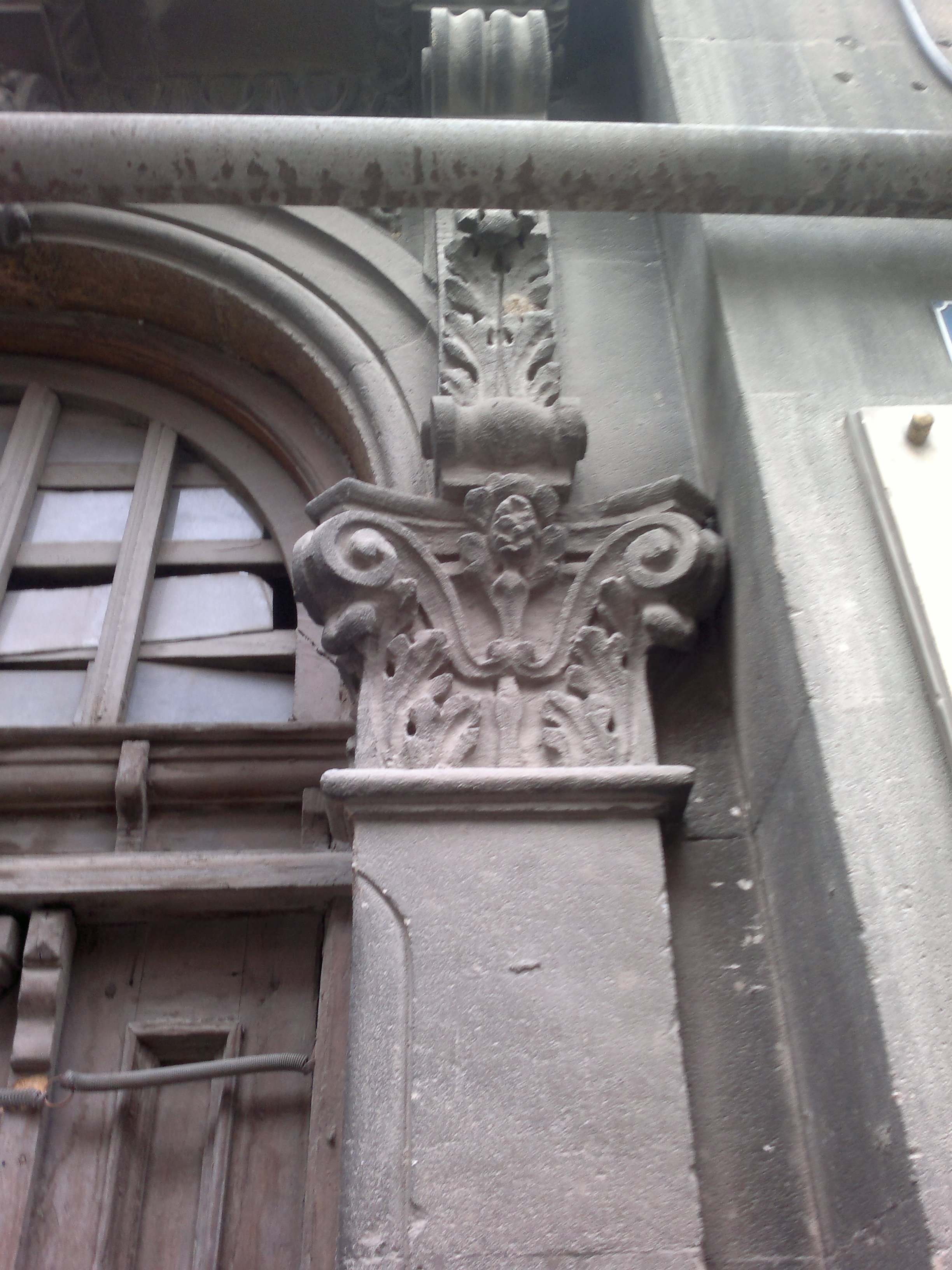
Декор фасада
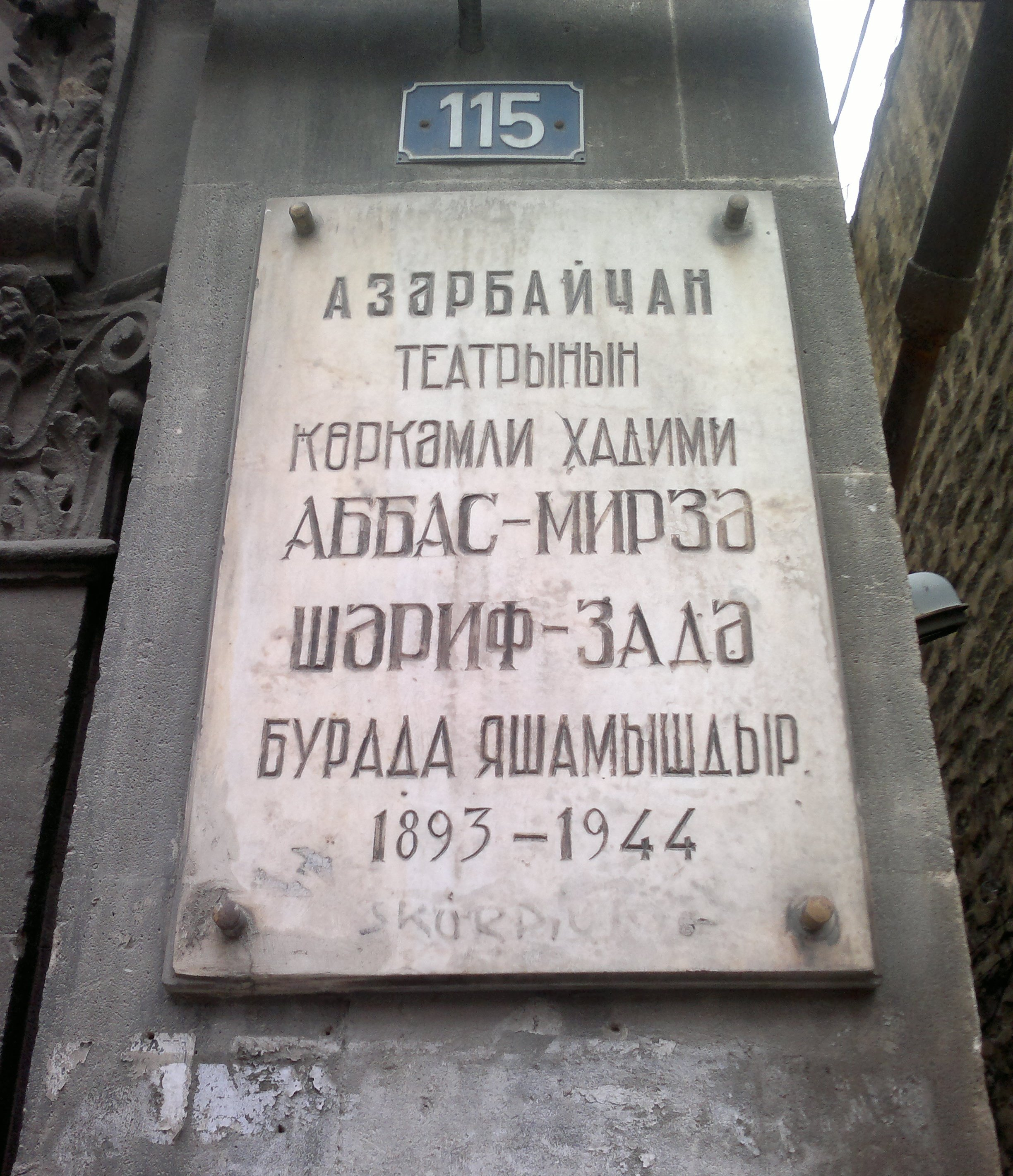
Мемориальная доска Аббас-Мирзы Шарифзаде
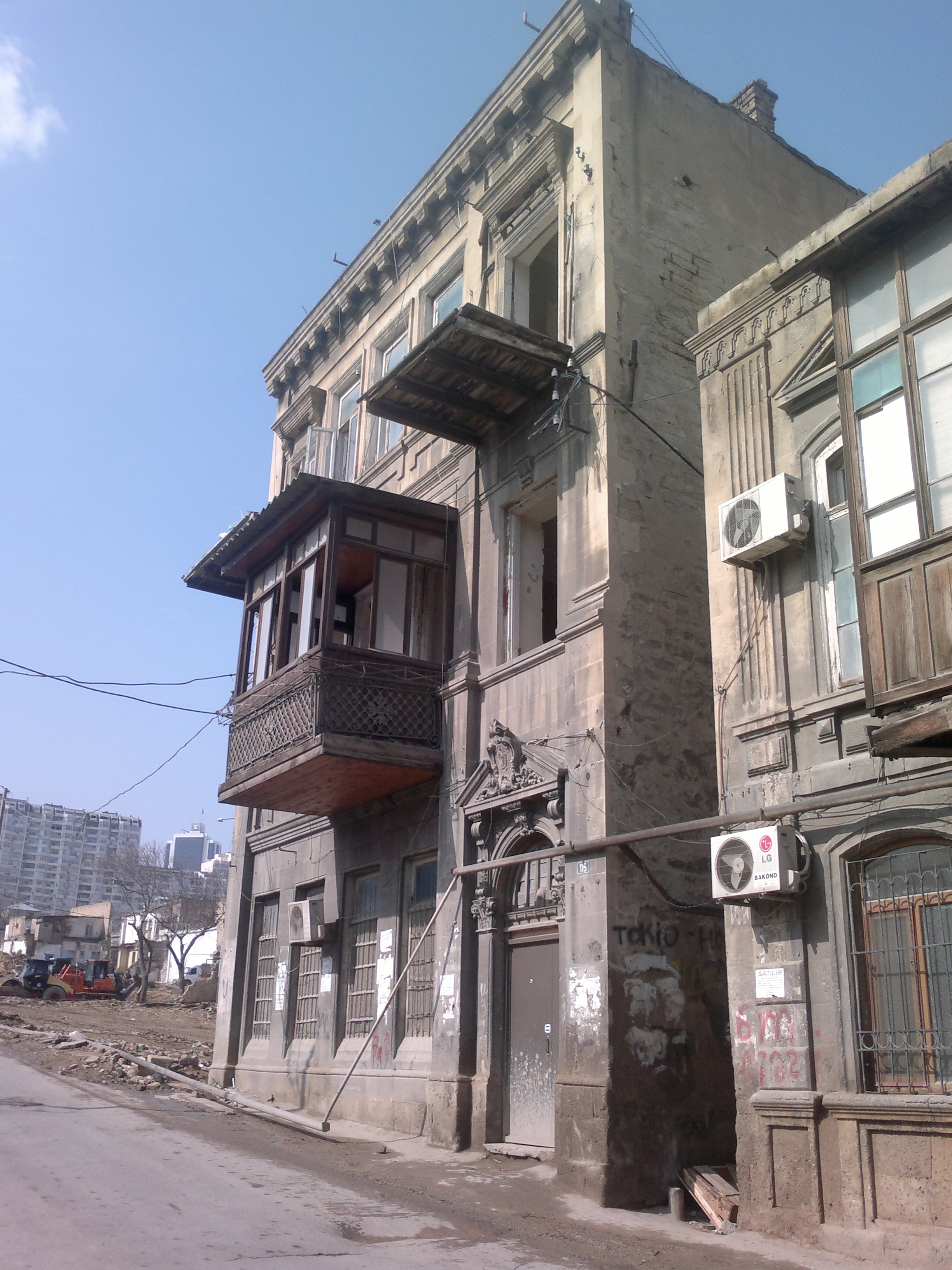
Дом в феврале 2016 года (за три месяца до сноса)